# 申真衣
申真衣（日语：／ Shin Mai，1984年7月28日—）是一名日本企業家和模特兒，現任GENDA代表取締役社長。

## 生平
申真衣出身於大阪府，曾就讀四天王寺中學校及高等學校，之後在東京大學經濟學部修習金融工程。
2007年加入高盛證券，2010年負責金融商品開發部的利率及匯率衍生商品，2016年4月升任金融商品開發部部長，2018年1月成為常務董事。
2018年5月離開高盛，與片岡尚共同創立米達斯娛樂株式會社，並於2019年6月20日擔任代表取締役社長，2020年將公司名稱更改為GENDA。
在與朋友一起在兒童服裝店購物時，被時尚雜誌《VERY》的編輯注意到，於2019年6月號首次刊登，並自2020年3月號起，兼任社長職務的同時，作為專屬模特兒活動。於2024年3月號畢業該雜誌，轉至《VERY NaVY》。

## 個人生活
申真衣的父親是一名執業醫生，母親是鋼琴教師，擁有一位大她3歲的姐姐和一位小她4歲的妹妹。父母為在日韓國人，她本人為第三代。雖然姐姐和妹妹也成為醫生，但她不願走既定的職業道路，選擇在東京大學經濟學部就讀，而非醫學部。
她於2014年12月結婚，並於2016年生下第一胎女兒，於2020年11月生下第二胎女兒。
她將襟川惠子列為「想要作為榜樣的人」。

## 外部連結
- 申真衣的Instagram帳戶